# Вальданьо
Вальданьо (італ. Valdagno, вен. Valdagno) — муніципалітет в Італії, у регіоні Венето, провінція Віченца.
Вальданьо розташоване на відстані близько 430 км на північ від Рима, 85 км на захід від Венеції, 23 км на північний захід від Віченци.
Населення — 26 455 осіб (2014).

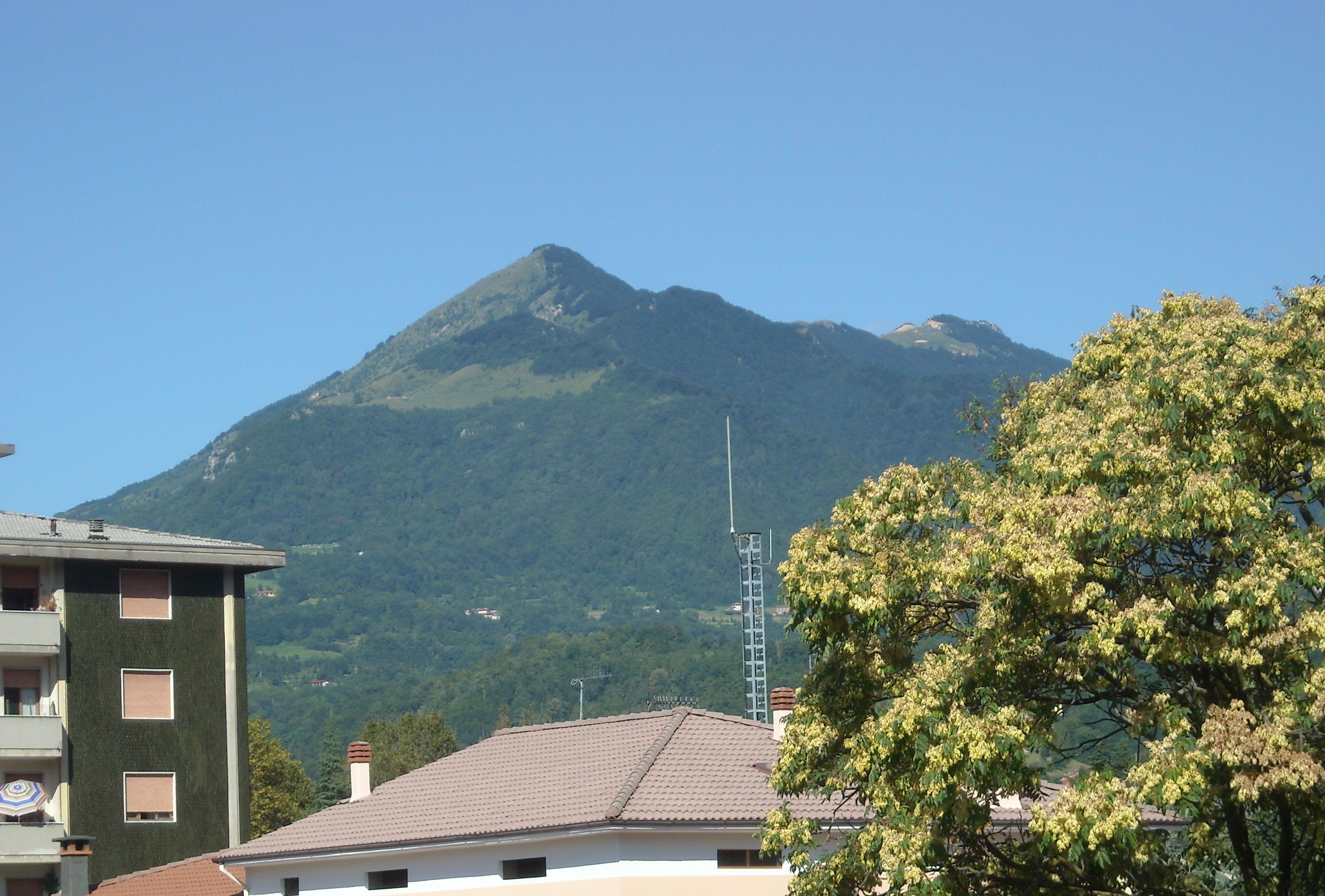

Щорічний фестиваль відбувається 23 листопада. Покровитель — San Clemente.

## Демографія
Населення за роками:

Станом на 1 січня 2023 року в муніципалітеті офіційно проживало 2899 іноземців з 73 країн, серед них 316 громадян країн Євросоюзу та 149 громадян України.

## Уродженці
- Мануель Лаццарі (*1993) — італійський футболіст, захисник, півзахисник.

## Сусідні муніципалітети
- Альтіссімо
- Брольяно
- Корнедо-Вічентіно
- Креспадоро
- Монте-ді-Мало
- Рекоаро-Терме
- Скіо
- Торребельвічино